# Øresundsmotorvejen
Øresundsmotorvejen ligger på Amager i øst-vest-gående retning. Den er en del af landanlæggene til Øresundsforbindelsen og ejes af Sund og Bælt Holding A/S. Den forbinder den faste forbindelse til Sverige med det danske motorvejsnet via Amagermotorvejen. Strækningen er ca. 10 km lang.
Mange kalder også denne strækning for Lufthavnsmotorvejen, dels fordi den fører forbi Københavns Lufthavn, men også som en gammel vane fra en periode, hvor motorvejen startede ved Englandsvej og kun gik til lufthavnen.
Vejdirektoratet oplyser, at Lufthavnsmotorvejen administreres af Sund og Bælt Holding A/S.

## Frakørsler
| E20 Øresundsmotorvejen             |           |                                    |
| Nord                               | Frakørsel | Syd                                |
| mod øst: E20 Malmø                 |           |                                    |
| Betalingsvej: Øresundsforbindelsen |           |                                    |
| Lufthavn                           | 15/16     | Lufthavn Ø Cargo Kastrup           |
|                                    | 17        | Lufthavn V Indenrigs International |
|                                    | 18        | Tårnby 221 Dragør                  |
| Bella Center                       | 19        | Ørestad                            |
| København C (O2)                   | 20        |                                    |
| mod vest: E20 Odense               |           |                                    |

## Historie
| Motorvejsetaper           | Motorvejsetaper | Motorvejsetaper  | Motorvejsetaper | Motorvejsetaper | Motorvejsetaper | Motorvejsetaper | Motorvejsetaper                                                       |
| Fra                       | Frakørsel       | Til              | Frakørsel       | Vejbaner        | Kilometer       | Åbningsår       | Bemærkninger                                                          |
| ------------------------- | --------------- | ---------------- | --------------- | --------------- | --------------- | --------------- | --------------------------------------------------------------------- |
| Amager Landevej           |                 | Kastrup Lufthavn | 17              | 4               |                 | 1960            |                                                                       |
| Englandsvej (Rundkørslen) |                 | Amager Landevej  |                 | 4               |                 | 1961            |                                                                       |
| Kalveboderne              | 20              | Tårnby Stadion   |                 | 4               |                 | 1997            | Motorvejen forbi Tårnby er blevet anlagt i en tunnel med park ovenpå. |
| Tårnby Stadion            |                 | Kastrup Lufthavn | 17              | 4               |                 | 1997            | Den gamle motorvej er blevet sænket i niveau.                         |

55°37′42.87″N 12°35′28.28″Ø / 55.6285750°N 12.5911889°Ø